# Саша Монтиљо
Саша Монтиљо (Београд, 1978) српски је сликар. Од 2014. године је члан УЛУПУДС-а и има статус слободног уметника.

## Биографија
Завршио је Графичку школу у Београду. Вишу Политехничку школу уписао је 1997. године. Цртање и сликање учио код професора Александра Луковића – Лукијана од 2003. до 2008. године.
Године 2012. објавио је монографију својих дела.

## Самосталне изложбе
- 2024. Галерија РТС-а, Београд[2]
- 2023. Галерија „Никола Радошевић” Београд[3]
- 2020. Галерија Артијум, Kрагујевац
- 2019. Галерија УЛУС, Београд[4]
- 2018. Ликовни центар града Загреба
- 2018. Трансформарт галерија, Београд
- 2017. УK „Пароброд”, Београд
- 2016. Галерија центра за културу, Младеновац
- 2016. Галерија SUMMART, Истанбул
- 2015. , Ђенова
- 2015. , Kulmbach, Немачка
- 2015. „Невидљиви свет”, Велика галерија СКЦ-а, Београд[5][6]
- 2014. „Духови шуме”, УК „Вук Караџић”, Београд[7]
- 2014. „Духови шуме”, Радул-бегов конак, Зајечар
- 2012. „Светлост”, хол Народне банке Србије, Београд
- 2011. „Мреже”, УК „Вук Караџић”, Београд[8]
- 2003. „Амбиси”, Галерија Радничког универзитета, Суботица
- 2003. „Браћа по мору”, Галерија Геца Кон, Београд
- 1999. „Из сна у сан”, Галерија Андергаунд, Београд

## Радови објављени у књигама
- Збирка поезије „Службена душа”, Арсен Дедић, 2006.
- „Саша Монтиљо - Слике” монографија дела од 2000—2012.
- Монографија „Стварност уметности – увод у студије реализма”, Дејан Ђорић, 2008.
- Књижевност, бр.4., Просвета, 2012.
- „Траг”, часопис за књижевност, уметност и културу, 2017.
- „Дописивање немуштог”, прозно дело Момчила Бакрача, 2017.
- „Светло путешество”, књига поезије, Момчило Бакрач, 2017.
- „Пигмалион 2018”, монографија ликовне колоније Пигмалион, 2018.
- „ 100”, монографија сто најбољих учесника GloArt резиденције, 2019.

9. „Градина”, часопис за књижевност, уметност, и културу, 2020.

## Награде и признања
Добитник је годишње награде УЛУПУДС-а за стваралаштво у 2015. години. Освојио је награду на такмичењу за најбољу фотографију на тему „Живот у Београду” атељеа Замуровић и добитник награде публике за најбоље дело на изложби „Уметност и вино 2024” у Тополи.

## Галерија радова (избор)
- Шумска тишина, 60х80цм, уље на платну, 2023.
- Кедар, 45х33цм, уље на платну, 2022.
- Ка светлости, 82х61цм, уље на платну, 2024
- Степениште, 100х145цм. уље на платну, 2023.
- Мраз, 70х50цм, уље на платну, 2023.
- Зимска краткодневница, 100х70цм, уље на платну, 2023.
- Отворен кавез, 70х50цм, уље на платну, 2023.
- Noumenon, 220х200цм, уље на платну, 2014.